# 一橋大学経済研究所
一橋大学経済研究所（ひとつばしだいがくけいざいけんきゅうじょ、英称:Institute of Economic Research, Hitotsubashi University）は、東京都国立市中にある一橋大学の附置研究所。同大学西キャンパス内に置かれ、経済学の研究を行っている。

## 概要
一橋大学経済研究所は、日本経済および世界経済の総合研究を目的として設立され、経済社会データベース群構築や、理論・実証分析、政策研究等を行っている。また、共同利用・共同研究拠点として、総務省統計局などと協力し統計データの提供等を行っている。
ミクロ統計データの利活用促進活動により、経済研究所社会科学統計情報研究センターが、日本統計学会統計活動奨励賞受賞及び日本統計学会統計活動賞を受賞している。

## 沿革

### 略歴
1940年、東京高等商業学校卒業生の各務鎌吉の奨学寄付金により、東京商科大学附属図書館内に「東亜経済研究所」が設置され、上田貞次郎が初代所長に就任した。上田貞次郎の急逝後、第2代所長に就任した高瀬荘太郎が、如水会の協力を得て寄付金を募り、研究所支援のため「東京商科大学奨学財団」を設立した。
太平洋戦争開戦後の1942年に、日本初の国立経済研究所として官制化され、南方軍軍政総監部調査部を担当。赤松要が調査部長を務め、石田龍次郎、山田勇ら所員が司政官として南方調査に従事し、クリス運動設立に関わった板垣與一など、マレー人工作に関与した者もいた。
戦後は、「経済研究所」と改称し、戦時中治安維持法違反で大学を追放されていた大塚金之助が所長に就任し、組織の再編を行った。
1949年、新制一橋大学経済研究所の初代所長に都留重人が就任し、アメリカ経済、ソ連経済、国民所得・再生産、統計学、古典経済の5部門体制となる。
1950年、日本経済部門を設置。山田雄三によりなされた国民所得分析の先駆的研究を引き継ぐべく、1957年、ロックフェラー財団の支援を受け国民所得推計研究会が組織され、大川一司がチーフを務め、篠原三代平、梅村又次、南亮進、江見康一、石弘光、塩野谷祐一、藤野正三郎、伊東政吉、山澤逸平、野田孜、小野旭らの参加を得て、『長期経済統計』として刊行されるに至った。

### 年表
- 1940年 - 東京商科大学附属図書館内に東亜経済研究所が設置される[2]。
- 1942年 - 東亜経済研究所が官制となる[7]。
- 1946年 - 経済研究所に改称[7]。
- 1957年 - 産業経営研究部門が一橋大学商学部附属産業経営研究施設として分離[7]。
- 1964年 - 日本経済統計文献センターを設置[7]。
- 1988年 - 日本経済統計文献センターを日本経済統計情報センターに改める[7]。
- 2000年 - 経済制度研究センターを設置[7]。
- 2002年 - 日本経済統計情報センターを社会科学統計情報研究センターに改組[7]。
- 2006年 - 社会科学統計情報研究センターが、日本統計学会統計活動奨励賞受賞[3]。
- 2007年 - 社会科学統計情報研究センターが、日本統計学会統計活動賞受賞[3]。世代間問題研究機構及び[7]ロシア研究センターを設置[8]。
- 2010年 - 共同利用・共同研究拠点に認定。
- 2014年 - 経済社会リスク研究機構を設置[7]。

## 組織
- 経済研究所長
  - 経済研究所運営委員会
  - 教授会
- 研究部
  - 経済・統計理論研究部門
  - 経済計測研究部門
  - 比較経済・世界経済研究部門
  - 経済制度・経済政策研究部門
  - 新学術領域研究部門
- 附属施設
  - 社会科学統計情報研究センター
  - 経済制度研究センター
  - 世代間問題研究機構
  - 経済社会リスク研究機構
  - ロシア研究センター
- 研究支援部
  - 学術出版室
  - 秘書室
  - 大規模データ分析支援室
- 事務部
  - 事務室
  - 資料室
  - 社会科学統計情報研究センター資料室

## 歴代所長
- 大野精三郎（1969〈昭和44〉年2月～8月）
- 大川一司（1969〈昭和44〉年8月～1970〈昭和45〉年10月）
- 山田秀雄（1970〈昭和45〉年10月～1972〈昭和47〉年10月）
- 石川滋（1972〈昭和47〉年10月～1974〈昭和49〉年4月）
- 梅村又次（1974〈昭和49〉年4月～6月）
- 伊東政吉（1974〈昭和49〉年6月～1976〈昭和51〉年5月）
- 佐藤定幸（1976〈昭和51〉年6月～1978〈昭和53〉年5月）
- 倉林義正（1978〈昭和53〉年6月～1980〈昭和55〉年5月）
- 江見康一（1980〈昭和55〉年6月～1982〈昭和57〉年3月）
- 藤野正三郎（1982〈昭和57〉年3月～1984〈昭和59〉年2月）
- 宮鍋幟（1984〈昭和59〉年3月～1986〈昭和61〉年2月）
- 津田内匠（1986〈昭和61〉年3月～1988〈昭和63〉年2月）
- 溝口敏行（1988〈昭和63〉年3月～1990〈平成2〉年2月）
- 南亮進（1990〈平成2〉年3月～1992〈平成4〉年2月）
- 富沢賢治（1992〈平成4〉年3月～1994〈平成6〉年2月）
- 尾髙煌之助（1994〈平成6〉年3月～1996〈平成8〉年2月）
- 清川雪彦（1996〈平成8〉年3月～1998〈平成10〉年2月）
- 寺西重郎（1998〈平成10〉年3月～2000〈平成12〉年2月）
- 斎藤修（2000〈平成12〉年3月～2002〈平成14〉年2月）
- 西村可明（2002〈平成14〉年3月～2004〈平成16〉年2月）
- 久保庭眞彰（2004〈平成16〉年3月～2005〈平成17〉年7月）
- 高山憲之（2005〈平成17〉年8月～2007〈平成19〉年7月）
- 西沢保（2007〈平成19〉年8月～2011〈平成23〉年3月）
- 浅子和美（2011〈平成23〉年4月～2013〈平成25〉年3月）
- 深尾京司（2013〈平成25〉年4月～2015〈平成27〉年3月）
- 北村行伸（2015〈平成27〉年4月～2017〈平成29〉年3月）
- 小塩隆士（2017〈平成29〉年4月～2019〈平成31〉年3月）
- 渡部敏明（2019〈平成31〉年4月～2021〈令和3〉年3月）
- 黒崎卓（2021〈令和3〉年4月～2023〈令和5〉年3月）
- 祝迫得夫（2023〈令和5〉年4月～ ）